# Edith Layard Stephens
Edith Layard Stephens (1884-1966) là một thực vật học người Nam Phi, là một chuyên gia hàng đầu về tảo và nấm, đặc biệt là nấm ăn được và nấm có độc.

## Những năm đầu và học vấn
Stephens sinh ngày 6 tháng 12 năm 1884 tại Cape Town, Nam Phi, là con gái của Michael Stephens, là trưởng quản lý đầu máy xe lửa của Cape Government Railways và Annie Hoskyn. Vào năm 1901, bà trúng tuyển vào trường Rustenburg School for Girls tại Rondebosch, Cape Town. Bà theo học tại South African College (sau này trở thành Đại học Cape Town) và sau đó nhận được bằng Cử nhân mỹ thuật tại Đại học Cape of Good Hope. Vào năm 1906, Stephans hoàn thành tấm bằng BA danh dự ngành thực vật học, được trao tặng bởi Cape of Good Hope và được trao tặng kèm với huy chương vàng cho khoa học và Học bổng Queen Victoria và Học bổng 1881 Exhibition vào năm 1907, thứ giúp bà đặt chân được vào cánh cửa của trường Đại học Cambridge.

## Sự nghiệp và thành tựu
Vào năm 1908, Stephens cho xuất bản A preliminary note on the embryo-sac and embryo of certain Penaeaceae trong Biên niên sử Thực vật học, thứ được dựa trên những nghiên cứu mà bà đã bắt đầu kể từ khi còn học tại South African College.

## Giải thưởng
The Cape Tercentenary Foundation đã trao tặng cho Stephens cho những cống hiến của bà đối với việc bảo tồn động thực vật tự nhiên ở vùng Cape vào 1957. Bà đã sử dụng khoản tiền này để mua một mảnh đất gọi là Isoetes Vlei, thứ sau đó bà đã giới thiệu cho National Botanic Gardens, còn được biết đến là Edith Stephens Cape Flats Flora Reserve.

## Công trình
- Notes on the Aquatic Flora of South Africa, Cape Town: University of Cape Town, 1924.
- The Botanical Features of the South Western Cape Province Cape Town: Specialty Press of S.A. Ltd., 1929. (With Robert Harold Compton; Robert Stephen Adamson; Paul Andries van der Byl and Margaret R Levyns, Mrs.)
- Some South African Edible Fungi,  Longmans, Green and Co., Cape Town, 1953
- Some South African Poisonous and Inedible Fungi, Longmans, Green and Co., Cape Town, 1953